# 西久保弘道
西久保 弘道（にしくぼ ひろみち、文久3年5月15日（1863年6月30日） - 昭和5年（1930年）7月8日）は、日本の内務官僚、政治家、剣道家。
福島県知事（第19代）、北海道庁長官（第13代）、警視総監（第23代）、貴族院議員（勅選）、大日本武徳会武道専門学校校長（第5代）、東京市長（第11代）を歴任した。流派は一刀正伝無刀流。称号は大日本武徳会剣道範士。

## 経歴

### 生い立ち
三重県警部長従七位の西久保紀林の子、肥前国佐賀郡鍋島村八戸（現佐賀市）に生まれる。司法省法学校予科を経て、東京帝国大学法科大学卒。

### 官職
内務省に出仕し官吏として累進した弘道は福島県知事、北海道長官、警視総監を歴任する。その後大礼使参与を務め、その功により勲二等瑞宝章を受章。1916年10月5日に貴族院議員に勅選され、後に東京市長を務める。卒去の同日付で勲一等瑞宝章を受章。

### 剣道
山岡鉄舟に私淑して無刀流剣道を学び、1919年（大正8年）から大日本武徳会副会長嘱託、武術専門学校校長に就任。人を殺すものではない、心身錬磨のための武道を主唱し、武術を「武道」へ名称変更した。1929年（昭和4年）5月、大日本武徳会より剣道範士号を授かる。

## エピソード
「稽古は神聖犯す可からず。」の一節を残した。

## 栄典
位階
- 1914年（大正3年）6月10日 - 従四位[6]
- 1930年（昭和5年）7月8日 - 正四位[7]

勲章等
- 1910年（明治43年）12月26日 - 勲四等瑞宝章[8]
- 1915年（大正4年）11月10日 - 大礼記念章[9]
- 1916年（大正5年）
  - 1月19日 - 勲二等瑞宝章[10]
  - 4月1日 - 旭日重光章[11]
- 1921年（大正10年）7月1日 - 第一回国勢調査記念章[12]
- 1930年（昭和5年）7月8日 - 勲一等瑞宝章[7]・帝都復興記念章[13]

## 親族
- 父 : 西久保紀林 - 佐賀藩藩士、内務官僚
- 弟 : 西久保豊一郎 - 陸軍少佐
- 甥 : 西久保豊成 - 陸軍少尉、内務官僚
- 子は無かった為、実妹である岸アイの三男良行を嗣子とした。良行の妻翠は安藤源五郎の孫[14]。

## 著作
- 『武道講話』	警察協会北海道支部 1915年
- 『西久保氏武道訓』良書刊行会 1916年（西久保による口述を岡本学が編さん）

## 評伝
- 牛山栄治『巨人西久保弘道』春風館 1956年